# Cephalastor rominae
Cephalastor rominae är en stekelart som beskrevs av Garcete-barrett 2001. Cephalastor rominae ingår i släktet Cephalastor och familjen Eumenidae. Inga underarter finns listade.